# Felsőkerepec
Felsőkerepec (ukránul: Верхній Коропець, átírva: Verhnyij Koropec) település Ukrajnában, Kárpátalján, a Munkácsi járásban.

## Fekvése
Munkácstól keletre, Munkács és Nyírhalom közt fekvő település.

## Története
Felsőkerepec nevét az idők során többféleképpen is írták. Előbb Oláhkerepec, majd Felsőschönborn, végül mai nevén Felsőkerepecnek.
A település a 14. században a Munkácsi várhoz tartozott, később azonban elnéptelenedett. Az elnéptelenedett falut a gróf Schönborn család Ervin nevű tagja telepítette be Németországból származó telepesekkel 1730-ban.
1910-ben 436 lakosából 22 magyar, 347 német, 66 ruszin volt. Ebből 350 római katolikus, 65 görögkatolikus, 15 izraelita volt.
A trianoni békeszerződés előtt Bereg vármegye Munkácsi járásához tartozott.

## Nevezetességek
- Római katolikus temploma - 1788-ban Nagyboldogasszony tiszteletére építették.